# Большой Урала
Большой Урала — село в Гунибском районе Дагестана. Входит в состав сельского поселения Сельсовет Тлогобский.

## География
Расположено в 13 км к северо-западу от районного центра с. Гуниб, на р. Кунада.

## Население
| 1939 | 1970 | 1989 | 2002 | 2010 | 2021 |
| ---- | ---- | ---- | ---- | ---- | ---- |
| 89   | ↗104 | ↗124 | ↗166 | ↗170 | ↗199 |